# Powiat Kistelek
Powiat Kistelek (węg. Kisteleki járás) – jeden z siedmiu powiatów komitatu Csongrád na Węgrzech. Siedzibą władz jest miasto Kistelek.

## Miejscowości powiatu Kistelek
- Baks
- Balástya
- Csengele
- Kistelek
- Ópusztaszer
- Pusztaszer